# Sergei Sergeyevich Arkhipov
Sergei Sergeyevich Arkhipov (tiếng Nga: Сергей Сергеевич Архипов; sinh ngày 15 tháng 12 năm 1996) là một cầu thủ bóng đá người Nga. Anh thi đấu cho F.K. Tambov.

## Sự nghiệp câu lạc bộ
Anh có màn ra mắt tại Giải bóng đá Quốc gia Nga cho F.K. Tambov vào ngày 4 tháng 3 năm 2018 trong trận đấu với F.K. Rotor Volgograd.

## Đời sống cá nhân
Anh là anh em sinh đôi của Artyom Arkhipov, cũng là một cầu thủ bóng đá.